# Jacobs Engineering
La Jacobs Engineering è una società d'ingegneria statunitense con sede a Dallas. Si occupa di servizi tecnici, professionali e di costruzione collegati all'ingegneria.

## Profilo
Fondata nel 1947 da Joseph J. Jacobs, offre supporto per clienti che operano nell'industria, nel commercio e nell'ambito governativo. I servizi offerti includono la consulenza scientifica, tecnica, oltre a tutti gli aspetti ingegneristici, della costruzione, della realizzazione, dell'avviamento e della manutenzione degli impianti.
La presenza globale della Jacobs Engineering include 160 uffici in oltre 20 paesi, con operazioni in Nord America, Europa, Asia ed Australia. La sede italiana è a Cologno Monzese.
La compagnia fornisce un'ampia gamma di servizi, dalla progettazione alla realizzazione di edifici ed impianti, alla consulenza in campi come l'industria, la difesa, l'energia e le infrastrutture
I principali mercati in cui si muove l'azienda sono l'ambito aerospaziale, la difesa, l'industria automobilistica, la costruzione di edifici, l'industria chimica, le infrastrutture, l'industria petrolchimica, l'industria farmaceutica e le biotecnologie, e la raffinazione.